# Hessenweg

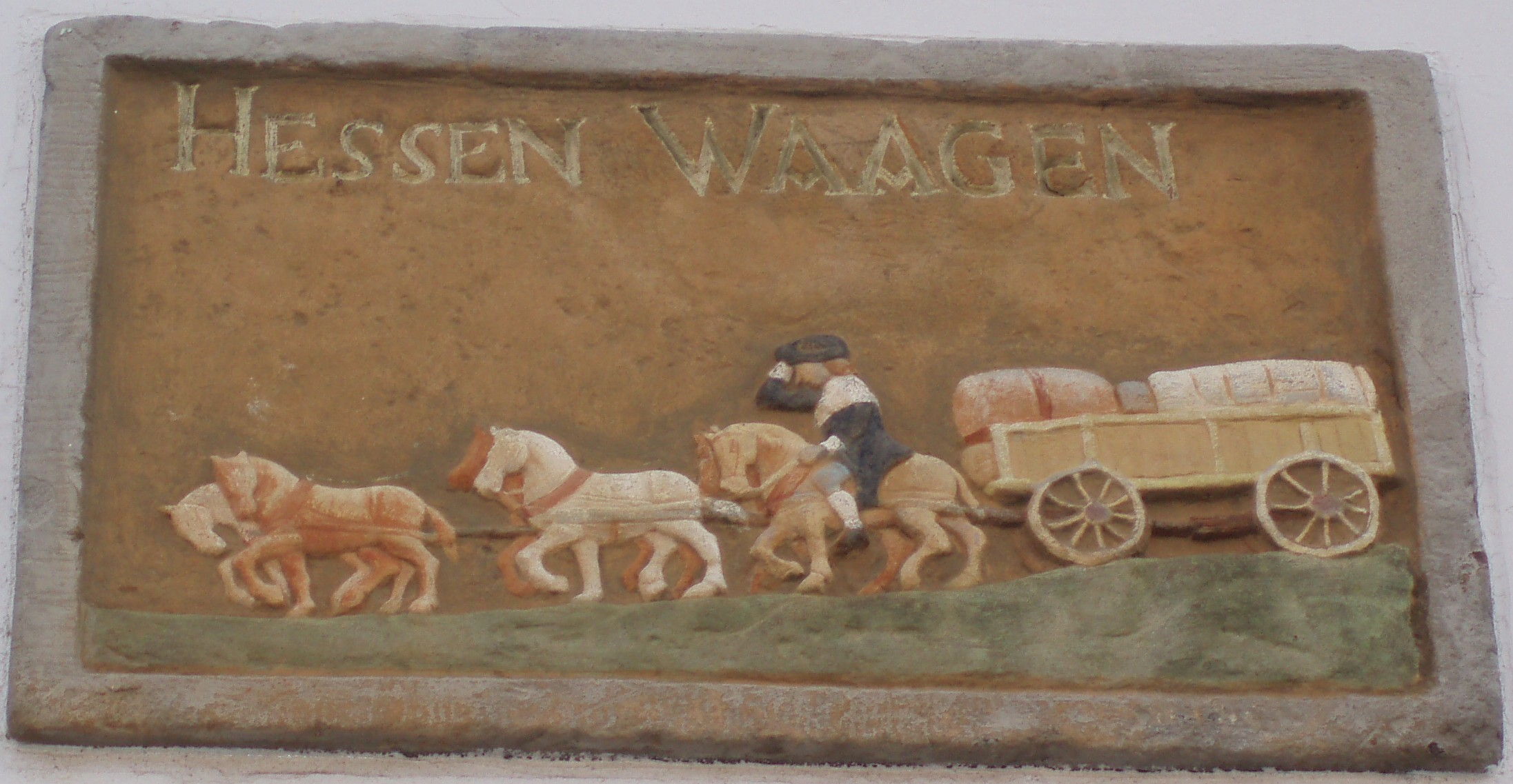
Hessenwagen op een gevelsteen van een voormalige herberg

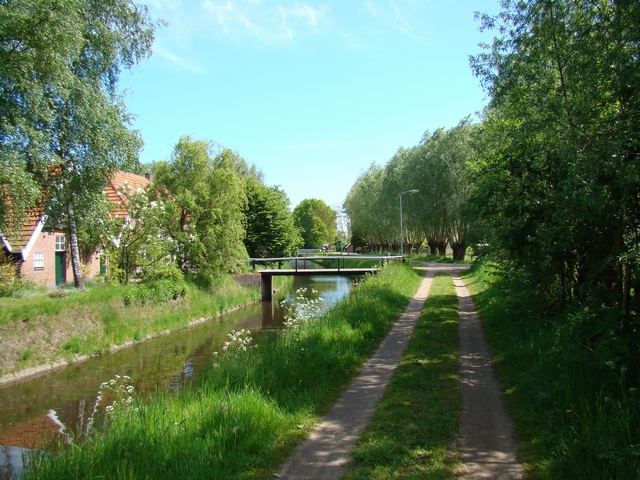
Een hessenweg bij Bredevoort, links voormalige herberg De Lesten Stuuver

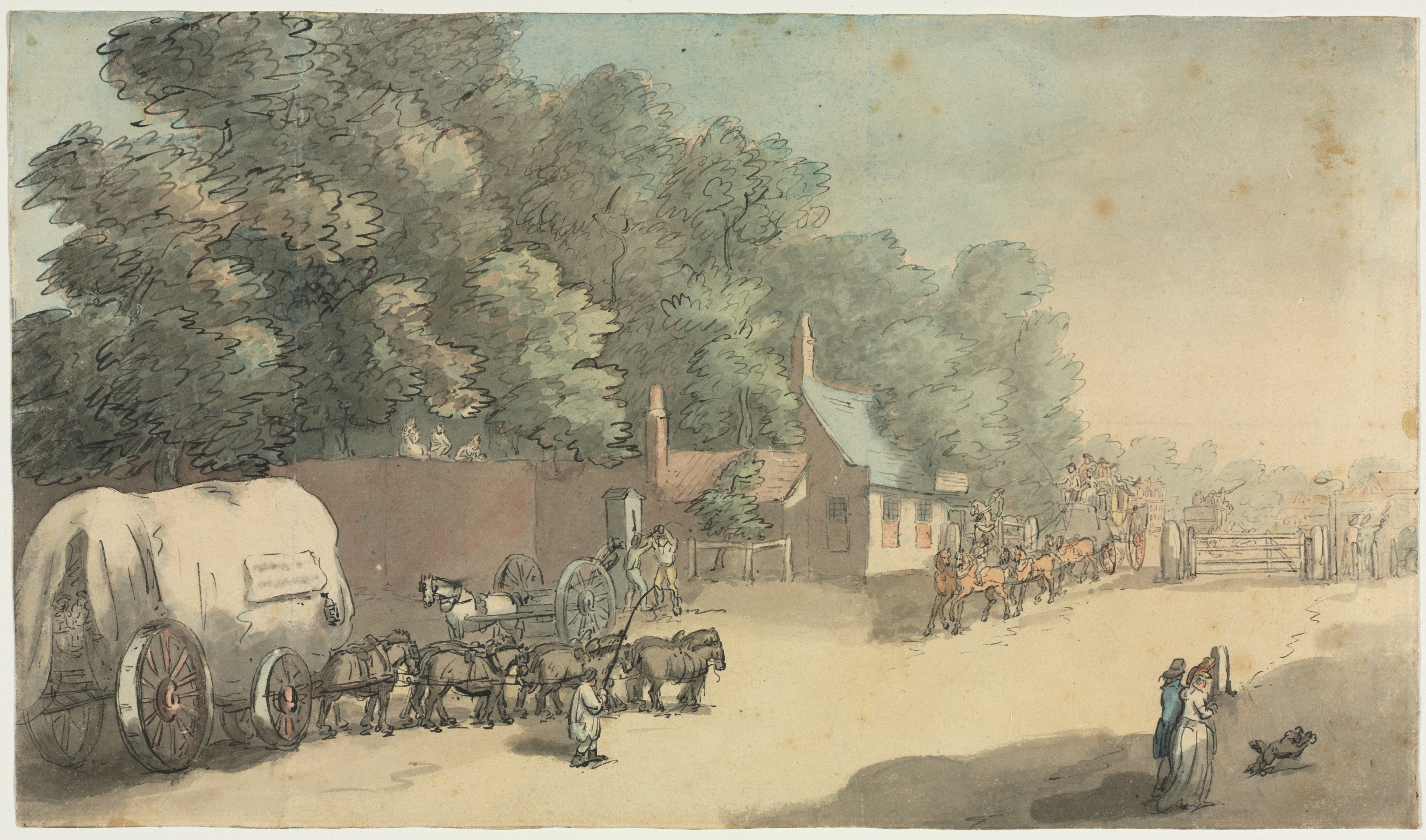
Vrachtwagen getrokken door paarden bij een tolhuis

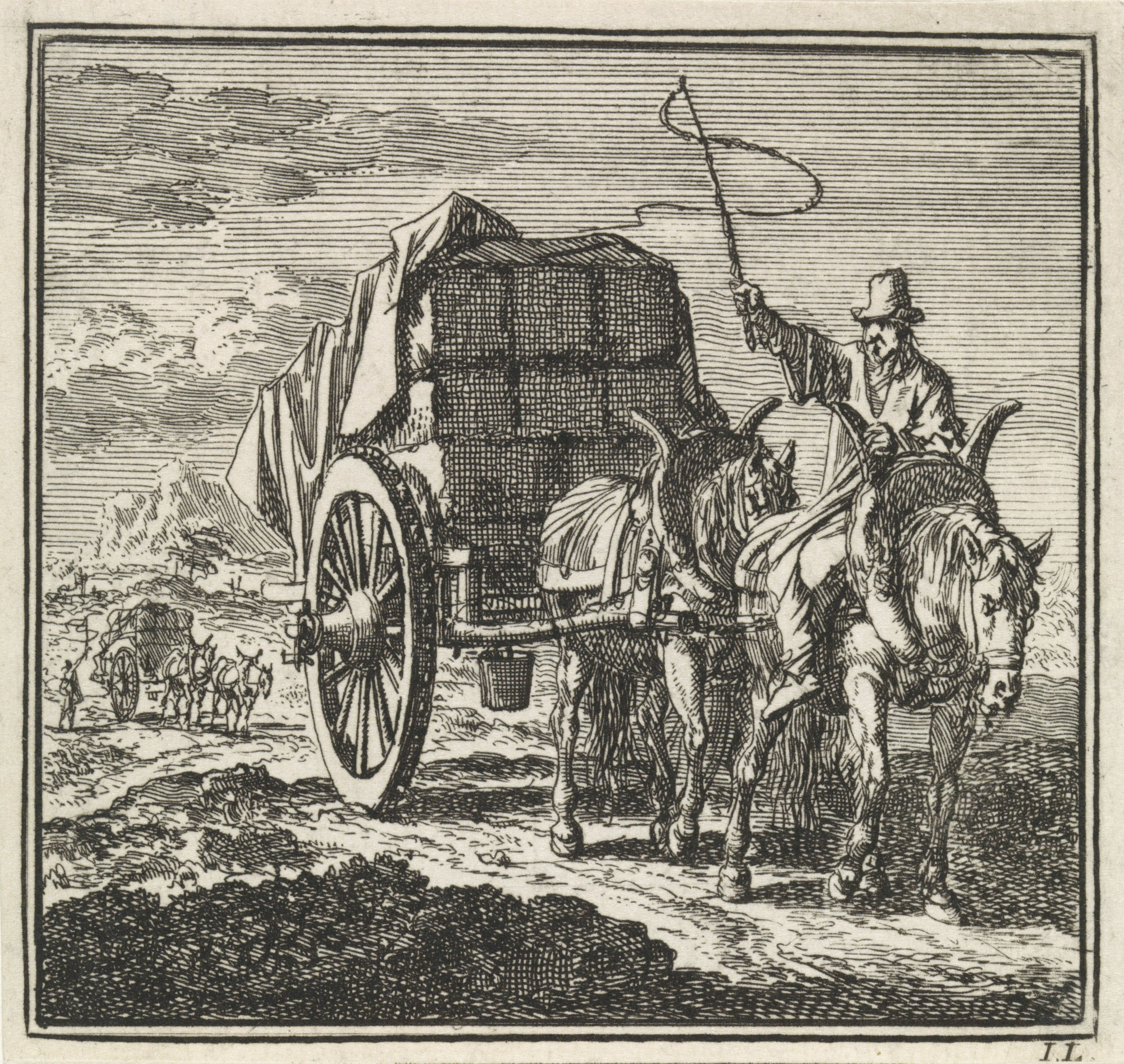
Zwaar beladen kar getrokken door twee paarden

Hessenwegen waren handelswegen door Noord-Duitsland en Oost-Nederland richting Utrecht. Er waren verschillende hessenwegen. Meerdere wegen in Nederland en Noord-Duitsland hebben de  naam Hessenweg. De naam wordt op verschillende manieren verklaard, zie hieronder.

## Hessenweg als handelsweg
De hessenwegen dateren uit de zeventiende eeuw, maar gedeeltelijk maakten ze gebruik van oudere routes, zoals de hanzewegen. De meeste hessenwegen liepen van oost naar west, bijvoorbeeld via Varsseveld en Ede, en kwamen uit in Utrecht of Amersfoort. Daar werden de goederen overgeslagen op schepen richting Amsterdam. Tussen de verschillende oost-westverbindingen liepen ook dwarsverbindingen.
De handelaren zouden de dorpen en steden hebben gemeden omdat zij gebruik maakten van zogeheten hessenwagens, die een bredere spoorwijdte (157cm, 173cm - belading: 1800-3000kg) hadden dan in de Nederlanden zou zijn toegestaan (128cm - belading tot: 1100kg) en daardoor niet pasten in de karrensporen van hier gebruikte karren en wagens. Ze volgden daarom routes over de woeste gronden.
Op veel plaatsen is de aanwezigheid van een hessenweg nog terug te vinden in de straatnaam Hessenweg. Hessenwagens trokken diepe wielsporen door de heide. Deze sporen waren op sommige plaatsen honderden meters breed omdat de zware wagens steeds een route namen die nog niet kapotgereden was. Hierdoor zijn de sporen ook nu nog te herkennen op sommige plaatsen in bijvoorbeeld heidevelden.
Omdat de hessenwegen de dorpen en steden meden waren de handelaren een prooi voor struikroverij en dergelijke. Ze reisden daarom in konvooi. Op verschillende plekken langs de hessenwegen kwamen herbergen op vaak afgelegen plekken, die namen droegen als bijvoorbeeld de Woeste Hoeve. Barneveld was een belangrijk knooppunt binnen het netwerk van hessenwegen. Er liep ook een hessenweg via Groningen en Kollum naar Friesland.

## Hessenweg betekent waarschijnlijk paardenweg
Traditioneel is de verklaring dat de naam hessenweg naar kooplieden verwijst die afkomstig waren uit het Landgraafschap Hessen-Kassel of omgeving. Binnen de etymologie wordt de naam hessenweg anders verklaard: het zou een verbastering van hers zijn, dat paard betekent. Hessenweg is dan paardenweg. Op oude kaarten van Friesland komen de namen horsa, horsawey en hoersewey voor. Horsa is een oud woord voor paard, vergelijk het Engelse horse. Het is etymologische verwant aan het Nederlandse ros. Ook in Duitstalige etymologische bronnen wordt de voorkeur gegeven voor deze naamverklaring. Vergelijk de Herseweghe in 1439 bij Emden. Het Zweedse woord voor paard is häst - paarden: hästar. Een Noors woord voor een pony of koudbloed paard is hest.

## Hessenweg genoemd naar hessenwagen?
S.J. Fockema Andreae wees er in 1957 op dat de naam Hessenweg pas vanaf het einde van 17e eeuw in zwang kwam. De Hessen hadden inderdaad een grote betekenis voor het vrachtvervoer binnen Europa, maar toch verwijst de naam niet naar hen. Volgens Fockema Andreae gaat het om een weg voor zogeheten hessenkarren, die een breed spoor hadden. De hessenwegen waren geschikt voor deze karren. Later is de naam verbonden met voerlieden uit Hessen. De verklaring dat de naam Hessenweg een verbastering zou zijn van herseweg en dus eigenlijk paardenweg zou betekenen, achtte hij onwaarschijnlijk.

## Plaatsen met Hessenweg
- Aalten
- Apeldoorn; zie Woeste Hoeve
- Arnhem; op voormalig Kema-terrein (de Hes, op de grens met Oosterbeek)
- Achterveld
- Barneveld
- De Bilt
- Dalfsen
- De Wijk (Drenthe)
- Doornspijk
- Ede
- Enschede, in De Bothoven
- Hardenberg
- Hattem
- Heemse
- Hierden
- Holten
- Hoog-Keppel

- Hummelo
- Kollum
- Laag Keppel
- Leuvenum
- Lochem
- Lunteren zie Goudsberg en Geografisch middelpunt van Nederland
- Neede
- Ommen
- Oudleusen
- Putten
- Rogat
- Ruurlo
- Stoutenburg
- Varsseveld
- Vierhouten - zie Pas-Opweg
- Voorthuizen
- Wezep
- Zwolle - Ommen zie Provinciale weg 340